# 布莱洛
布莱洛（義大利語：Blello），是意大利贝加莫省的一个市镇。总面积2平方公里，人口90人，人口密度45.0人/平方公里（2009年）。国家统计（ISTAT）代码为016027。